# Сарджентодокса
Сарджентодокса (лат. Sargentodoxa) — монотипный род двудольных цветковых растений в составе семейства Лардизабаловые (Lardizabalaceae). Включает один вид — Сарджентодокса клиновидная (Sargentodoxa cuneata).

## Название
В 1913 году А. Редер и Э. Г. Уилсон выделили из рода Holboellia монотипный род Sargentodoxa. Они назвали его в честь профессора Ч. С. Сарджента (1841—1927), путешественника и ботаника, собравшего множество гербарных образцов в Азии, в том числе в Китае. Сарджент был редактором книги Plantae Wilsonianae, в которой выделялся этот род. Вторая часть слова происходит от др.-греч. δόξα — «слава».

## Ботаническое описание
Сарджентодокса клиновидная — двудомный вьющийся кустарник, достигающий 10 м в высоту. Листья опадающие, разделены на три доли, расположены на длинных черешках.
Цветки собраны в кистевидные соцветия, жёлтого цвета. Мужские цветки с 6 лепестковидными чашелистиками, с 6 свободными нитевидными тычинками, на конце которых расположен продолговатый пыльник; имеется недоразвитый пестик. У женских цветков отсутствует околоцветник, пестик нитевидный, с нижней завязью. Плод яйцевидный, состоит из почти шаровидных ягод с одним семенем в каждой.

## Распространение и экология
В настоящее время сарджентодокса известна из северного Лаоса, северного Вьетнама и китайской провинции Шэньси. Ископаемые семена этого рода палеогенового периода были обнаружены в Северной Америке.

## Классификация

### Таксономическое положение
- Sabiaceae Blume, 1851, Mus. Bot. 1: 368
- Sargentodoxa cuneata  (Oliv.) Rehder & E.H.Wilson, 1913, Pl. Wilson. 1: 353

Вид Сарджентодокса клиновидная относится к роду Сарджентодокса семейства Лардизабаловые (Lardizabalaceae) порядка Лютикоцветные (Ranunculales). Таксономическая схема в соответствии с Системой APG IV по состоянию на декабрь 2023 года:
|  |                          |  |                                   |                                   |                         |  | еще 6 семейств |             |                    |                                |
|  |                          |  |                                   |                                   |                         |  |                |             |                    | вид Сарджентодокса клиновидная |
|  |                          |  |                                   | порядок Лютикоцветные             |                         |  |                |             | род Сарджентодокса |                                |
|  |                          |  |                                   | порядок Лютикоцветные             |                         |  |                |             | род Сарджентодокса |                                |
|  | клада Цветковые растения |  |                                   |                                   | семейство Лютикоцветные |  |                |             |                    |                                |
|  | клада Цветковые растения |  |                                   |                                   |                         |  |                |             |                    |                                |
|  |                          |  | ещё 63 порядка цветковых растений | ещё 63 порядка цветковых растений |                         |  |                | еще 6 родов | еще 6 родов        |                                |
|  |                          |  |                                   | ещё 63 порядка цветковых растений |                         |  |                |             | еще 6 родов        |                                |

Род Сарджентодокса включён в монотипное подсемейство Сарджентодоксовые (Sargentodoxoideae Thorne & Reveal, 2007) семейства Лардизабаловые (Lardizabalaceae R.Br., 1821). Ранее выделялся в отдельное семейство Сарджентодоксовые (Sargentodoxaceae Stapf ex Hutch., 1926).

### Синонимы
В 1986 году был описан второй вид рода Сарджентодокса — S. simplicifolia, однако позднее было доказано, что причин выделять его из S. cuneata нет.
- Holboellia cuneata Oliv., 1889
- Sargentodoxa simplicifolia S.Z.Qu & C.L.Min, 1986